# Salem (Vall d'Albaida)
Salem és un municipi del País Valencià situat a la comarca de la Vall d'Albaida.

## Geografia
El municipi de Salem es troba emplaçat a una foia, la Foia de Salem, a l'ombriu del Benicadell i rodejada completament per muntanyes. La foia de Salem s'alça entre els 350 i els 400 metres d'altitud sobre el nivell de la mar. Els àrabs l'anomenaren Halqa, que significa "el Redolí", fent referència al cercle de muntanyes, d'on també ve el nom de la font i l'alqueria musulmana d'Elca.
El sòl agrícola de la foia és de margues miocenes (tap blanc) i està drenat per barrancs, com els de l'Arcada, Salem, el Castellar o el Llom. El terreny muntanyenc és de pedra calcària. Destaquen en ell les elevacions de l'alt de la Carena (779 m) i l'alt de Marjalets (840 m), que s'endinsen en la vall cap al Ràfol de Salem (serra dels Marjalets-serreta del Ràfol) i unes altres mirant cap a Castelló de Rugat: la Barcella i les Penyes Blanques.

### Límits
El terme municipal limita amb els de Beniatjar, Castelló de Rugat i el Ràfol de Salem (a la mateixa comarca); i amb Beniarrés i l'Orxa (a la comarca del Comtat).

### Accés
La comunicació de Salem amb la resta de la Vall d'Albaida es realitza pel Planet, l'únic punt on s'obri l'anell de muntanyes. La comunicació amb la veïna vall de l'Orxa i el Comtat, es realitza pel port de Salem (595 m), millorat per una carretera del segle passat.
Des de València, prendrem l'A-7 (pel corredor interior), ens desviarem a l'altura de Xàtiva per l'autovia CV-40 (Autovia de les Comarques Centrals) i prendrem l'eixida 11 per a adreçar-nos a la CV-60, arribar a Castelló de Rugat i prendre la CV-614.

## Història
Les restes arqueològiques més antics que es coneixen al terme de Salem s'han trobat en la Cova del Frontó, situada en la lloma del mateix nom i corresponen a un soterrament col·lectiu de la Primera Edat dels Metalls, pertanyent a la cultura eneolítica. En l'Avenc de Salem s'han trobat fragments de ceràmica romana d'època tardana i de temps medievals.
Històricament, Salem ha pertangut al Marquesat de Bèlgida.

## Demografia
| 1990 | 1992 | 1994 | 1996 | 1998 | 2000 | 2002 | 2004 | 2006 | 2007 | 2008 |
| ---- | ---- | ---- | ---- | ---- | ---- | ---- | ---- | ---- | ---- | ---- |
| 504  | 473  | 473  | 471  | 469  | 468  | 477  | 482  | 477  | 482  | 476  |

## Economia
L'agricultura ha sigut el motor de l'economia de Salem. En el cultiu de secà es troben la vinya, els fruiters i la resta es destina a prades i altres cultius. En el regadiu hi ha fruiters i hortalisses. També existix ramaderia porcina i avícola, i al terme hi ha jaciments de pedra calcària, caolí i sílice.
No obstant això, l'agricultura i la ramaderia han passat a ser una tasca secundària a causa de la nombrosa indústria, en la qual predomina la del calcer i la tèxtil. Però en els darrers anys el principal motor econòmic local és una important multinacional del sector dels refrescs: l'empresa Font-Salem (de la multinacional Damm) dona faena a vora 400 empleats i es dedica a la producció d'aigua mineral, cervesa i refrescs. En conseqüència, Salem s'ha convertit en un dels municipis més industrialitzats de la comarca.

## Política i govern

### Composició de la Corporació Municipal
El Ple de l'Ajuntament està format per 7 regidors. En les eleccions municipals de 26 de maig de 2019 foren elegits 5 regidors de Compromís per Salem (Compromís), 1 del Partit Socialista del País Valencià (PSPV-PSOE) i 1 del Partit Popular (PP).
| Eleccions municipals de 26 de maig de 2019 - Salem                                                                            |                                          |                                     |                                             |      |          |          |
| Candidatura | Candidatura                              | Candidatura                         | Cap de llista                               | Vots | Vots     | Regidors |
| | Compromís per Salem                      |                                     | Juli Fenollar Banyuls                       | 212  | 72,11%   | 5 (+2)   |
| | Partit Socialista del País Valencià-PSOE |                                     | José Moreno Lorente                         | 41   | 13,95%   | 1 (-1)   |
| | Partit Popular                           |                                     | Un tio de Xiva que no sabia on estava Salem | 37   | 12,57%   | 1 (-1)   |
| | Vots en blanc                            |                                     |                                             | 4    | 1,36%    |          |
| Total vots vàlids i regidors                                                                                                  | Total vots vàlids i regidors             | Total vots vàlids i regidors        | Total vots vàlids i regidors                | 294  | 100 %    | 7        |
| | Vots nuls                                | Vots nuls                           | Vots nuls                                   | 8    | 2,65%    |          |
| Participació (vots vàlids més nuls)                                                                                           | Participació (vots vàlids més nuls)      | Participació (vots vàlids més nuls) | Participació (vots vàlids més nuls)         | 302  | 83,89%** |          |
| Abstenció | Abstenció                                | Abstenció                           | Abstenció                                   | 58*  | 16,11%** |          |
| Total cens electoral | Total cens electoral                     | Total cens electoral                | Total cens electoral                        | 360* | 100 %**  |          |
| Alcalde: Juli Fenollar Banyuls (Compromís) (15/06/2019) Per majoria absoluta dels vots dels regidors                          |                                          |                                     |                                             |      |          |          |
| Fonts: JEC, JEZ Gandia, M. Interior, Periòdic Ara. (* No són vots sinó electors. ** Percentatge respecte del cens electoral.) |                                          |                                     |                                             |      |          |          |

### Alcaldia
Des de 2015 l'alcalde de Salem és Juli Fenollar Banyuls de Compromís per Salem (Compromís).
| Període                       | Alcalde o alcaldessa                      | Partit polític | Data de possessió     | Observacions        |
| ----------------------------- | ----------------------------------------- | -------------- | --------------------- | ------------------- |
| 1979–1983                     | Vicent Guerola de la Asunción             | AI             | 19/04/1979            | --                  |
| 1983–1987                     | Vicente Escuder Cortell                   | PSPV-PSOE      | 28/05/1983            | --                  |
| 1987–1991                     | Vicente Escuder Cortell                   | PSPV-PSOE      | 30/06/1987            | --                  |
| 1991–1995                     | Vicente Escuder Cortell                   | PSPV-PSOE      | 15/06/1991            | --                  |
| 1995–1999                     | Vicente Escuder Cortell                   | PSPV-PSOE      | 17/06/1995            | --                  |
| 1999–2003                     | Vicente Escuder Cortell                   | PSPV-PSOE      | 03/07/1999            | --                  |
| 2003–2007                     | Vicente Escuder Cortell                   | PSPV-PSOE      | 14/06/2003            | --                  |
| 2007–2011                     | Teresa Espí Boscà Fernando Hernández Orts | PSPV-PSOE PP   | 16/06/2007 04/02/2009 | Moció de censura -- |
| 2011–2015                     | Fernando Hernández Orts                   | PP             | 11/06/2011            | --                  |
| 2015–2019                     | Juli Fenollar Banyuls                     | Compromís      | 13/06/2015            | --                  |
| 2019-2023                     | Juli Fenollar Banyuls                     | Compromís      | 15/06/2019            | --                  |
| Des de 2023                   | n/d                                       | n/d            | 17/06/2023            | --                  |
| Fonts: Generalitat Valenciana |                                           |                |                       |                     |

## Monuments
- Església de Sant Miquel. Edifici classicista del segle xvi, amb planta de creu llatina i 6 altars laterals. El campanar presenta una decoració austera, amb huit pilastres llises i xapitells. L'obra és del frare Vicent Cuenca. Conserva alguns elements de l'antic edifici, del qual hi ha una representació al consistori.
- Neveres monumentals. Al terme municipal es troben algunes pous de neu del segle xviii, com ara la del Castellet o el Mig-Almud, que és un pou d'11,40 metres de diàmetre, i la del Paller o la Barcella, que fa 11 m de diàmetre.
- Castell de Barcella. Fortalesa islàmica menuda, lloc ocasional de talaia de vigilància i lloc de senyals en els segles XI-XIII. És molt probable que s'edificara quan Rodrigo Díaz de Vivar dominava la serra de Benicadell: nomenada com la Peña Cadiella del Cantar de Mío Cid.
- Molí de Salem. Pròxim a la font del Cantal, l'origen del qual no es coneix (encara que en època morisca ja es tenen referències). L'aspecte actual es deu a les reformes del segle xvii i xix. Prop es conserva un pont medieval de mig punt.

## Festes i tradicions
Festes de Moros i Cristians en honor de la Divina Aurora se celebren el segon cap de setmana de Juliol.
Les Festes patronals se celebren de l'11 al 14 de setembre en honor del Crist de la Pau, a Sant Miquel i a Sant Roc.